# 헤르베르트 3세 (베르망두아)
헤르베르트 3세(Herbert III of Vermandois, 953년/954년 ~ 1002년/1015년 8월 29일) 또는 헤르베르트 4세(Herbert IV of Vermandois)는 헤르베르터 왕조 출신 베르망두아 백작이었다. 베르망두아 백작 아달베르트 1세와 로트링겐의 군주 기셀베르트의 딸 게르베르가 드 로트링겐의 아들이었다. 삼촌인 헤르베르트 장로공을 계산할 경우 그는 헤르베르트 4세(Herbert IV)가 된다. 별칭은 청년 헤르베르트(Herbert the Younger, Herbert le Jeune)이다.
부계로는 샤를마뉴의 7대손이고, 모계로는 독일 국왕 하인리히 1세 새사냥꾼왕의 외증손이다. 베르망두아백작 헤르베르트 2세의 손자이자, 위그 카페, 로타르 3세 등의 조카뻘에 해당된다. 서프랑크 왕국 내에서 어떤 정치적인 활동을 했는지는 알 수 없으나, 968년~980년 무렵 그는 서프랑크 왕국 내에서 권력서열 3위에 해당되었다.

## 생애
베르망두아 백작 아달베르트 1세와 로트링겐의 군주 기셀베르트의 딸 게르베르가 드 로트링겐의 아들로, 베르망두아백작 헤르베르트 2세의 손자이며, 같은 이름을 쓰는 삼촌 헤르베르트 장로를 베르망두아의 백작으로 계산한다면 그는 헤르베르트 4세가 된다. 프랑크 왕국의 왕 샤를마뉴의 아들 피피노 카를로만의 후손으로, 카롤루스 왕조 출신 랑고바르드의 왕 베른하르트 1세의 5대손이다. 
그의 출생 년도는 953년생 설과 954년생 설이 있다. 어머니 게르베르가 드 로트링겐은 독일 국왕 하인리히 1세의 외손녀로 황제 오토 1세가 외삼촌이 된다. 
먼 친척인 위그 르 그랑은 게르베르가 드 로트링겐의 이모부였고, 루이 4세는 게르베르가 드 로트링겐의 의붓아버지로써 헤르베르트에게는 의붓 외조부가 된다. 위그 카페는 먼 친척이면서 동시에 어머니 게르베르가의 이종사촌 형제, 로타르 3세, 로타링기아공작 샤를 등은 게르베르가의 이복 동생으로, 헤르베르트에게는 부계쪽으로도 먼 친척이면서 동시에 이부 외삼촌들이 된다. 그밖에 그와 동시대에 살던 같은 이름의 사촌동생으로, 삼촌 로베르 1세의 아들로 오무아의 백작 헤르베르트 4세도 있었다.
987년 아버지 아달베르트 1세의 사후 베르망두아 백작직을 승계하였다. 그밖에 한때 투르네의 백작과 프로뱅의 백작직을 역임했다는 설도 있다.
그의 다른 직책은 프랑크 백작이었다. 968년과 980년에 작성된 몬티어엔데르 수도원의 헌장 문서와 수아송의 성 메다르 수도원의 문서에는 그의 직위를 베르망두아의 백작이자 카스트룸 테오도리히(Castrum Theodorici, 샤토티에리)의 백작, 비트리(Vitry) 백작이며 수아송 생 메다르 수도원의 대수도 원장이라 기록하고 있다. 또한 수아송의 성 메다르 수도원의 문서에서는 그를 프랑크 백작으로 기술하고 있다. 이는 서프랑크 왕국 내에서 프랑크 왕, 프랑크 공작에 이은 서열 3위이었다. 국왕 로테르 3세가 선포한 헌장에는 그를 팔라틴 백작(궁정백)이라 지목하고 있다. 서프랑크 왕국 내에서 그가 어떤 정치적인 활동을 했는지는 알려진 것은 없다. 프랑크의 백작이라는 칭호는 로베르티언 가문 외에는 두번째로 사용한 것이었다.
987년 그는 바르 쉬르-센느의 백작 레너드의 딸이자 토르네르백작 마일로 2세(Milo II)의 미망인 이르멘가르트(Ermengarde, 946 ~ 1036)와 결혼, 아달베르트 2세와 오토 1세를 두었다. 그밖에 이름이 알려지지 않은 여성과의 사이에서 누아용의 주교가 된 란돌포(Landolfo)를 두었다.
990년 그는 자신의 아내인 이르멘가르트와 생 플로렌트에 성 플로렌스-루아 성당(Church of Saint-Florent et Roye)과 성 조지 수도원을 건립하였다. 그는 파리 대성당의 주요 후원자의 한사람이기도 했다. 1002년 8월 29일에 파드칼레(Pas-de-Calais)의 북 파드칼레 생 캉탱에서 사망했다. 일설에는 1015년 혹은 1035년 5월 31일에 사망했다는 설도 있다. 시신은 라늬슈흐마른의 라니 수도원(Abbaye of Lagny)에 안치되었다.

## 가족 관계
- 조부 : 헤르베르투스 2세
- 아버지 : 아달베르트 1세(Adalbert I, I, 915년 ~ 987년/988년 9월 8일)
- 어머니 : 게르베르가 드 로트링겐(Gerberga de Lotharingia,935경 ~ 978년 9월 7일), 로트링겐의 군주 기셀베르트의 딸
- 부인 : 이르멘가르트(Ermengarde, 946 ~ 1036)
  - 아들 : 아달베르트 2세(Adalbert II of Vermandois, ? ~ 1016)
  - 아들 : 오토 1세 또는 외드(Otton or Eudes of Vermandois 979?.8.29 - 1045.5.25.)
- 첩 : 이름 미상
  - 아들 : 란돌포(Landolfo), 누아용 주교

## 참고 문헌
- Christian Settipani, La Préhistoire des Capétiens (Nouvelle histoire généalogique de l'auguste maison de France, vol. 1), éd. Patrick van Kerrebrouck, 1993, 545 p. (ISBN 978-2-95015-093-6)
- Yves Sassier, Hugues Capet : naissance d'une dynastie, Paris, éditions Fayard, 1995, 357 p. (ISBN 9782213019192, OCLC 468527028).

| 전임 로베르투스 1세 | 프랑크 백작 968년 - 1015년 | 후임 - |

| 전임 아달베르트 1세 | 베르망두아 백작 987년 - 1015년 | 후임 아달베르트 2세 |

| 전임 오모이의 헤르베르트 3세 | 샤토티에리의 영주 968년/980년 - ? |  |